# چالرز

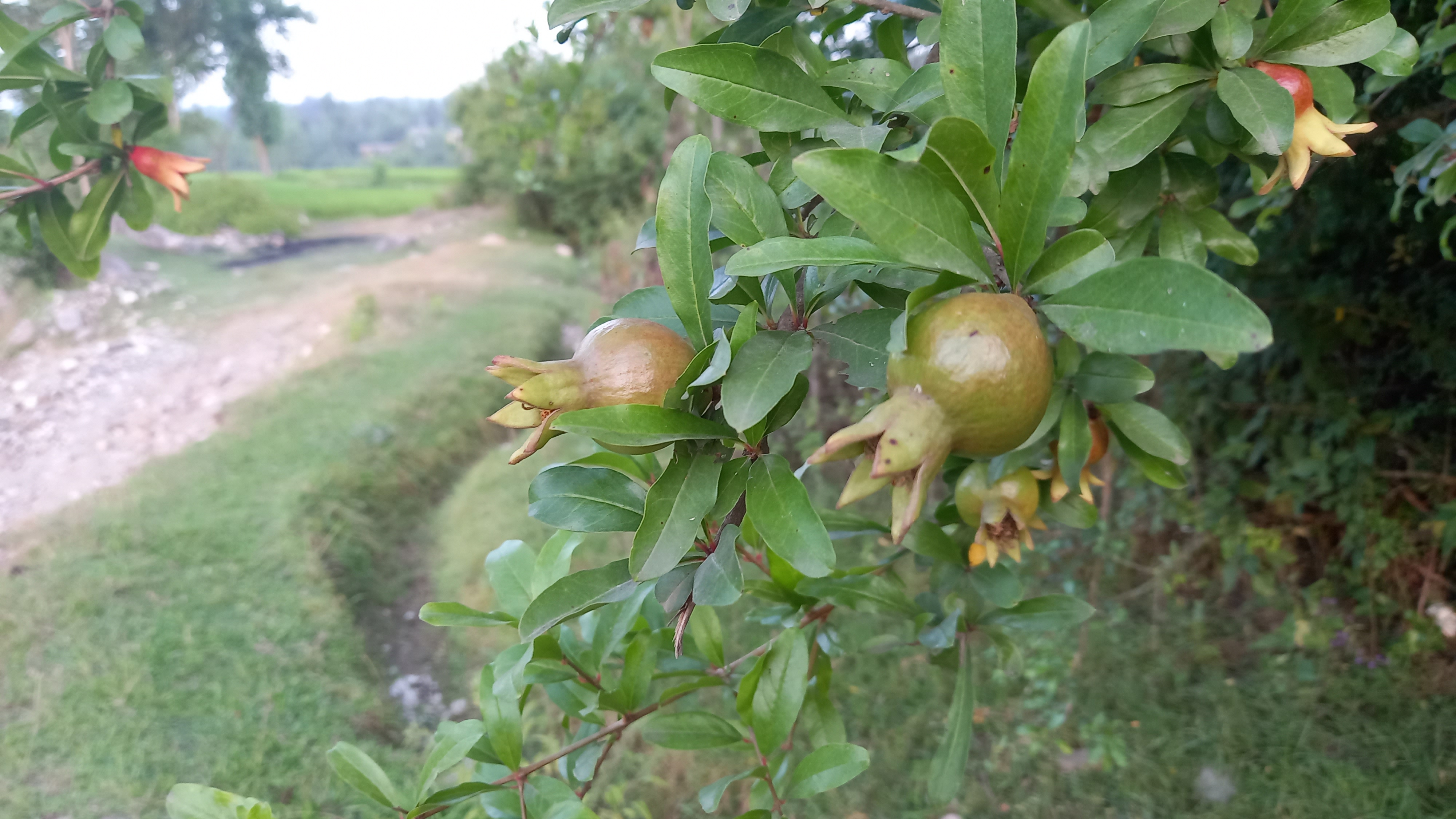

چالرز، روستایی است از توابع بخش بندپی شرقی شهرستان بابل در استان مازندران ایران. روستاهای همجوار این روستا، لدار، وولی‌گله، کوهپایه‌سرا، خرطوسی می‌باشند. روستای چالرز از دو سمت گلوگاه و لدار امکان دسترسی دارد.

## جمعیت
این روستا در دهستان سجادرود قرار دارد و براساس سرشماری مرکز آمار ایران در سال ۱۳۹۵، جمعیت آن ۲۹۰ نفر (۹۸خانوار) بوده‌است.
شغل اکثر مردم این روستا کشاورزی و دامداری است.
روستای چالرز دارای حدود ۳۵ هکتار شالیزار می‌باشد. علاوه بر کشت برنج، باغداری و تولید پرتغال و آلوچه رواج دارد.
چالرز دارای یک مدرسهٔ ابتدایی به نام شهید مسلم محمدزاده است که در سال ۶۱ تأسیس شد.
این مدرسه در سال ۱۳۹۶ تخریب و مدرسه مجهز جدیدی جایگزین آن شد.
این روستا دارای برق، آب و تلفن و گاز می‌باشد. همچنین راه دسترسی به چالرز سال‌ها قبل آسفالتش شروع شده ولی نیمه کاره رها گردیده بود. خوشبختانه آسفالت روستای چالرز در سال ۱۴۰۱ به بهره‌برداری رسید.

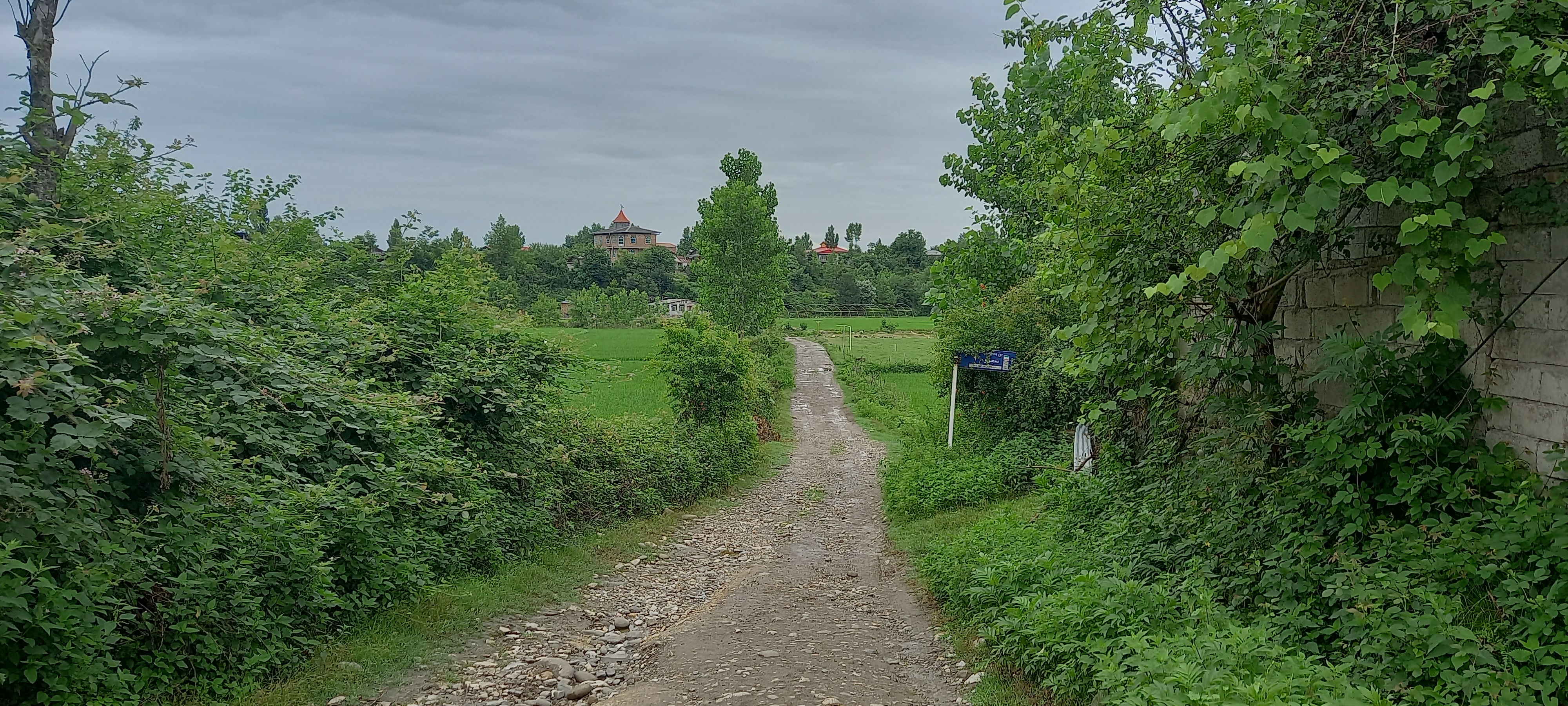

مسجد این روستا هم چند سالی است با مشارکت اهالی ساخته شده‌است.
روستای چالرز دارای یک زمین ورزشی بسیار زیبا و در کنار رودخانه بابل رود است که دارای شورای ورزشی فعال می‌باشد.
از مشکلات این روستا می‌توان به رانش زمین، عدم برق رسانی به زمین‌های کشاورزی و قطع تلفن به دلیل سرقت کابل اشاره کرد.